# Lamme Garot
Lamme Garot is een bestuurslaag in het regentschap Aceh Besar van de provincie Atjeh, Indonesië. Lamme Garot telt 690 inwoners (volkstelling 2010).